# Stazione meteorologica di Foligno-Cave
La stazione meteorologica di Foligno-Cave è una stazione meteorologica di Foligno.

## Coordinate geografiche
La stazione meteorologica si trova nell'area climatica dell'Italia centrale, in Umbria, nel comune di Foligno, a 216 metri s.l.m. e alle coordinate geografiche 42°57′N 12°43′E.

## Dati climatologici
In base alla media trentennale di riferimento 1961-1990, la temperatura media del mese più freddo, gennaio, si attesta a +4,7 °C; quella del mese più caldo, agosto, è di +24,2 °C.
Le precipitazioni medie annue si aggirano ai 850 mm, mediamente distribuite in 89 giorni, con un minimo relativo in estate ed un picco in autunno. .
| Foligno-Cave                 | Mesi | Mesi | Mesi | Mesi | Mesi | Mesi | Mesi | Mesi | Mesi | Mesi | Mesi | Mesi | Stagioni | Stagioni | Stagioni | Stagioni | Anno |
| Foligno-Cave                 | Gen  | Feb  | Mar  | Apr  | Mag  | Giu  | Lug  | Ago  | Set  | Ott  | Nov  | Dic  | Inv      | Pri      | Est      | Aut      | Anno |
| ---------------------------- | ---- | ---- | ---- | ---- | ---- | ---- | ---- | ---- | ---- | ---- | ---- | ---- | -------- | -------- | -------- | -------- | ---- |
| T. max. media (°C)           | 8,4  | 10,3 | 14,0 | 18,3 | 23,5 | 27,4 | 31,0 | 31,2 | 26,4 | 20,1 | 12,9 | 9,3  | 9,3      | 18,6     | 29,9     | 19,8     | 19,4 |
| T. min. media (°C)           | 0,7  | 1,2  | 3,9  | 6,8  | 10,7 | 14,0 | 16,1 | 16,1 | 12,7 | 9,6  | 4,8  | 1,9  | 1,3      | 7,1      | 15,4     | 9,0      | 8,2  |
| Giorni di gelo (Tmin ≤ 0 °C) | 11   | 10   | 6    | 0    | 0    | 0    | 0    | 0    | 0    | 0    | 2    | 8    | 29       | 6        | 0        | 2        | 37   |
| Precipitazioni (mm)          | 59   | 70   | 57   | 90   | 78   | 73   | 35   | 50   | 89   | 77   | 97   | 75   | 204      | 225      | 158      | 263      | 850  |
| Giorni di pioggia            | 8    | 8    | 8    | 9    | 8    | 7    | 4    | 6    | 6    | 7    | 10   | 8    | 24       | 25       | 17       | 23       | 89   |